# خوان آبرو
خوان آبرو (بالإنجليزية: Juan Abreu)‏ هو لاعب كرة قاعدة دومينيكاوي، ولد في 8 أبريل 1985 في سان بيدرو دي ماكوريس في جمهورية الدومينيكان.

## وصلات خارجية
- خوان آبرو على موقع دوري كرة القاعدة الرئيسي (الإنجليزية)
- خوان آبرو على موقعبيزبول رفرنس.كوم (الدوري الرئيسي) (الإنجليزية)
- خوان آبرو على موقعبيزبول رفرنس.كوم (الدوري الثانوي) (الإنجليزية)
- خوان آبرو على موقع إي إس بي إن.كوم (أم.أل.بي) (الإنجليزية)
- خوان آبرو على موقع مشجعي الرسوم البيانية (الإنجليزية)